# مصطفى المصطفى
مصطفى المصطفى ممثل سوري. 

## حياته
بدأ حياته الفنية في السادسة عشرة من عمره أثناء وجوده في نادي الشبيبة في مدينة «جرابلس» وذلك حين أعلن عن بدء إقامة مسرحيات تفاعلية، فقرر حينها المشاركة رغم أنه لم يكن لديه أدنى فكرة أو أي تجربة سابقة في هذا المجال، وأثناء تجربته الأولى اكتشف موهبته الناشئة ولذلك قرر معهد العالي للفنون المسرحية صقل موهبته، تخرج من المعهد عام 2011.

## أعماله
- 2022:  مع وقف التنفيذ
- 2021: باب الحارة الجزء الحادي عشر بدور الرقيب مزين فتوح من حلب
- 2020: مقابلة مع السيد آدم بدور مصطفى
- 2019: سلاسل ذهب
- 2019: عطر الشام ج4
- 2019: عن الهوى والجوى
- 2019: ببساطة
- 2018: سايكو
- 2018: الواق واق
- 2017 باب الحارة الجزء التاسع بدور الرقيب مزين فتوح من حلب.
- 2016 باب الحارة الجزء الثامن بدور الرقيب مزين فتوح من حلب.
- 2016: زوال
- 2016: أحمر
- 2015: بانتظار الياسمين
- 2015: حرائر مسلسل:
- 2014: عناية مشددة
- 2013: سلم إلى دمشق
- 2013: زمن البرغوت